# Sub ponticello
Sub ponticello (it.). Este término es utilizado para denominar un recurso sonoro que se produce al pasar el arco por detrás del puente, esto es, el fragmento de cuerda que encontramos entre el cordal y el puente. El resultado sonoro es una nota con un tono determinado que varía de un instrumento a otro y que depende de la longitud de la porción de cuerda que va del cordal al puente, del grosor y la densidad, así como del material, con el que estén construidas las cuerdas.

## Clasificación y variantes
El sonido sub ponticello entra dentro de la clasificación de sonidos de técnicas extendidas se interpreta en instrumentos de cuerda frotada, excitando la cuerda con el arco en un punto de generación no convencional.
Su utilización es relativamente reciente y la encontramos en la música a partir del siglo XX. La peculiaridad que tiene este efecto sonoro es que es el único tipo de clúster que puede ser obtenido en un conjunto de cuerdas debido a las diferencias de afinación que se producen dentro del grupo.
Cuando se toca sub poticello la mano izquierda queda libre para hacer otro tipo de sonidos como pizz de mano izquierda, un ejemplo lo encontramos en la Sonata para violín solo Thursday Aftenoon de Alvin Curran
Suele aparecer acompañado con otros golpes de arco como son el "trémolo", arpegios, "col legno", o "battuto" (golpear con la madera del arco). Ejemplo de ello lo encontramos en la obra Miniatures de Krzysztof Pendereki
El famoso sonido de chicharra popularizado por Astor Piazzolla se produce al pasar el arco con sobrepresión, detrás del puente sobre la cuerda de "re", justo encima del entorchado de color que hay al final de la cuerda.